# Portobuffolé
Portobuffolé oder Portobuffolè ist eine nordostitalienische Gemeinde (comune) mit 741 Einwohnern (Stand 31. Dezember 2023) in der Provinz Treviso in Venetien. Die Gemeinde liegt etwa 31,5 Kilometer nordöstlich von Treviso an der Livenza und grenzt unmittelbar an die Region Friaul-Julisch Venetien.
Portobuffolé ist Mitglied der Vereinigung I borghi più belli d’Italia („Die schönsten Orte Italiens“).

## Geschichte
Der Zeitpunkt der Gründung und die Namensherleitung von Portobuffolé sind unsicher. Das heutige Portobuffolé liegt in einem Gebiet, das bereits in römischer Zeit besiedelt und unter dem Toponym Septimum de Liquentia bis ins 8. Jahrhundert bekannt war. Der Name des Ortes wird von seiner Lage abgeleitet, da er sich sieben Meilen vom antiken Opitergium, dem heutigen Oderzo, an der Livenza, dem bereits von Plinius unter dem Namen Liquentia überlieferten Fluss, befand – eine Herleitung, wie sie auch für andere Frazioni in Italien nachzuweisen ist.
Im Jahr 997 schlossen der Bischof von Ceneda, Sicard, und der Doge der Republik Venedig, Pietro II. Orseolo, einen Pachtvertrag über Kastell und Hafen, die sich in Septimum befanden (castro et portu... in loco Septimo). Diese Angaben werden seit dem frühen 19. Jahrhundert auf das Castellarium Portus Buvoledi eines Dokumentes aus dem Jahr 1242 bezogen, das erstmals den Namen Portobuffolés erwähnt. Laut Angelo Marchesan leitet sich der Namensbestandteil Buvoledi von dem mittellateinischen Wort bova „Kanal“ ab.
Sollten castrum et portus in loco Septimo und Portobuffolé identisch sein, gehörte der Ort zunächst zum Patriarchat von Aquileia, bevor er im Jahr 908 von Berengar I. im Rahmen einer Brautwerbung dem Bischof von Ceneda, Ripalto, geschenkt wurde. Bis 1166, als Portobuffolé zu Treviso kam, wechselten die Lehnsherren mehrfach. Bereits 1242 fiel Portobuffolé wieder an Ceneda. Um das Bistum zu schädigen, zerstörte Gerardo Castelli 1282 die Befestigung, die von den Bischöfen Cenedas erneuert wurden. Im Jahr 1307 wurde Tolberto III. da Camino (1263–1317), Ehemann der von Dante Alighieri im Purgatorio verewigten Dichterin Gaia da Camino (1270–1311), Herr über Portobuffolé. Nach dessen Tod bat seine zweite Ehefrau Samaritana da Rimini den Dogen von Venedig um Schutz, konnte aber erst 1336 nach Portobuffolé zurückkehren.
Auf Beschluss Venedigs und Trevisos fiel der Ort 1339 an die Republik Venedig und erhielt nun die Institutionen einer venezianischen Stadt: Consiglio Civico und Consiglio Popolare, zudem wurde eine Schicht von nobili installiert. Nach dem Chioggia-Krieg zwischen der Republik Venedig und der Republik Genua in den Jahren von 1378 bis 1381 begann für Portobuffolé eine Zeit der Prosperität. Der Ort bekam Stadtrechte, Wappen und einen Podestà. Die Stadt entwickelte sich zu einem wirtschaftlichen sowie kulturellen Kleinzentrum und war zentraler Gerichtsort.
Als Portobuffolé 1797 unter französische Herrschaft kam, behielt es zunächst nicht nur seine Gerichtsbarkeit für Zivil- und Kriminalprozesse der ersten Instanz, sondern auch sein Zuständigkeitsbereich wurde erheblich erweitert. Doch noch im selben Jahr fiel die Stadt als Folge des Friedens von Campo Formio an das Erzherzogtum Österreich. Die Gerichtsbarkeit wurde abgezogen, was für die weitere Entwicklung der Stadt einen Einschnitt darstellte. Zwar wurde sie 1806 noch einmal französisch, aber 1816 nach dem Wiener Kongress Teil des Königreichs Lombardo-Venetien und damit des Kaisertums Österreich. Wie alle Gemeinden der Frazione di Settimo wurde auch Portobuffolé bis 1826 dem Ort Brugnera eingemeindet. Der einsetzende Bevölkerungsschwund konnte nicht mehr bedeutend ausgeglichen werden, die Bevölkerungszahl bewegt sich heute etwa auf dem Niveau von 1870. In den Jahren 1965 und 1966 wurde Portobuffolé von zwei schweren und zerstörerischen Überflutungen getroffen.

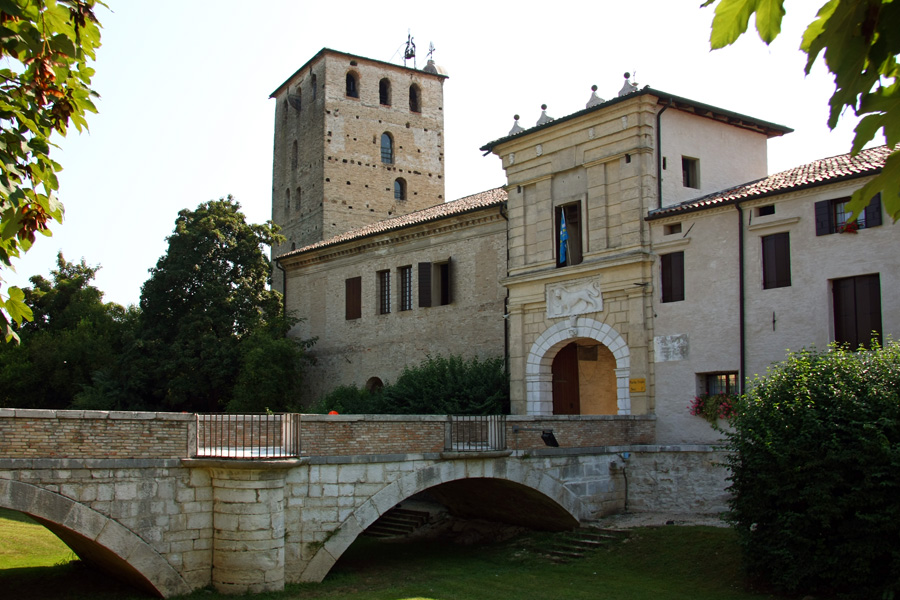
Brücke über die Livenza in Portobuffolé
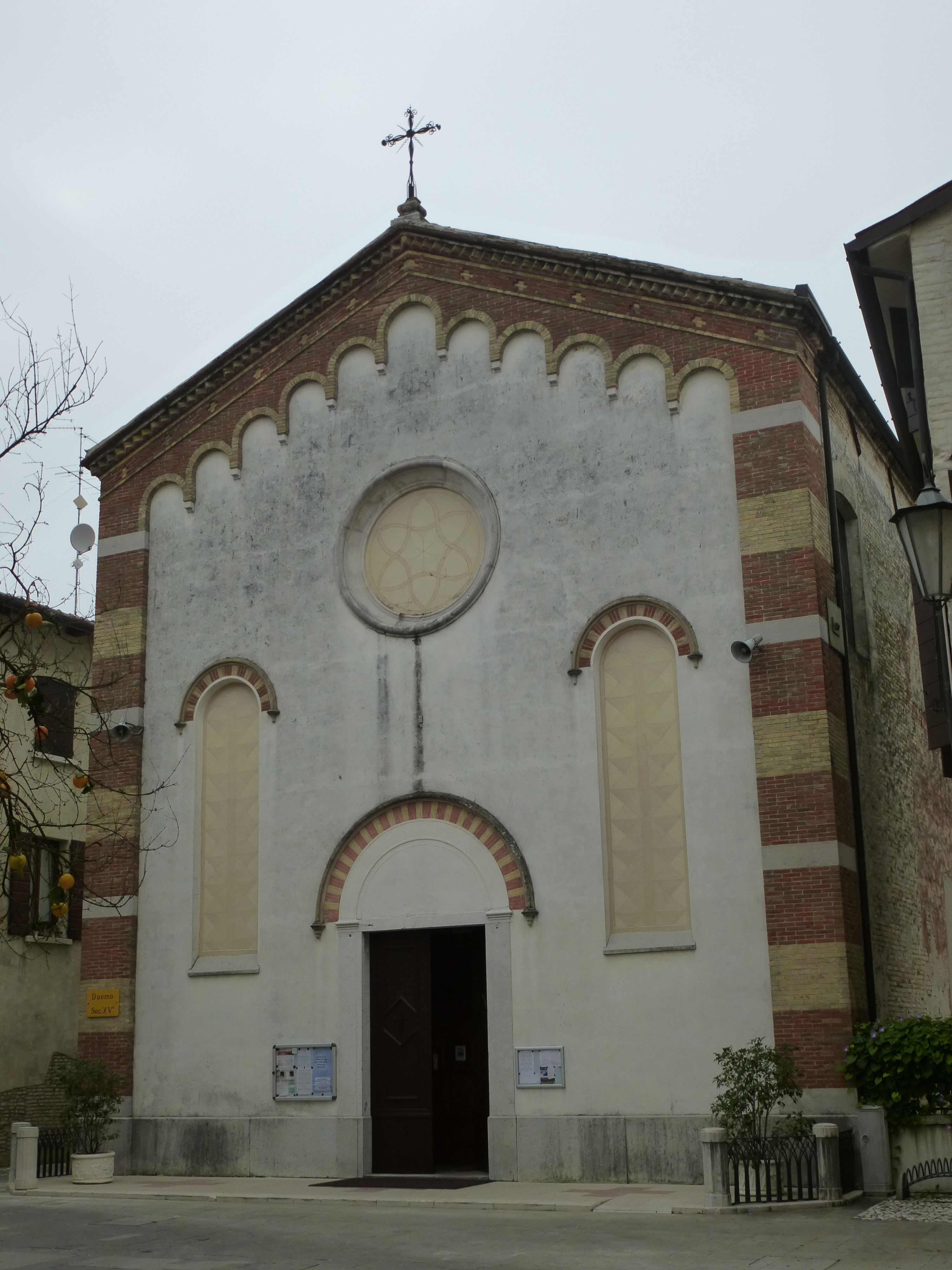
Duomo der heiligen Markus und Prosdocimus
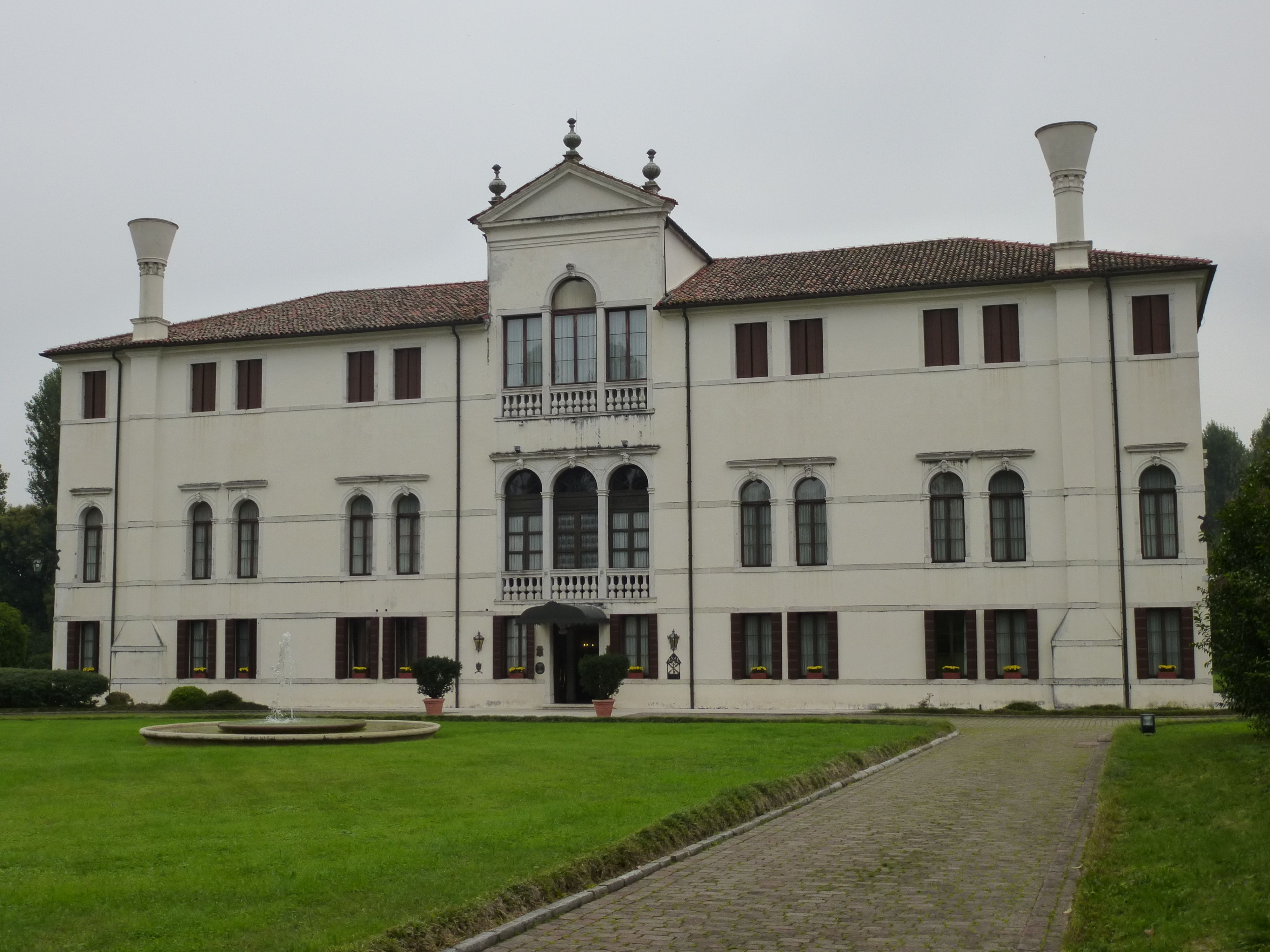
Villa Giustinian in Portobuffolé
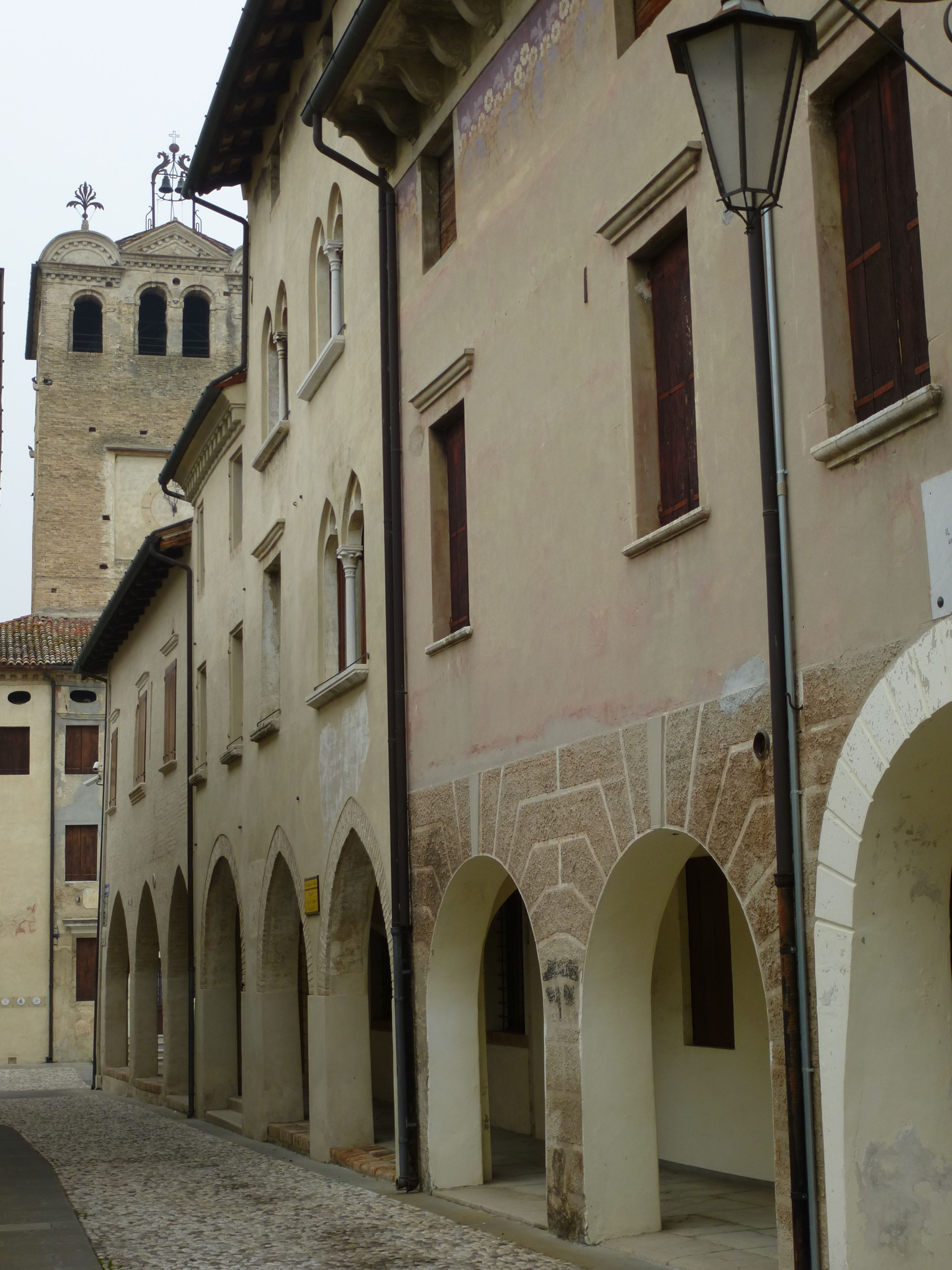
Die Casa di Gaia da Camino, das Haus der Gaia da Camino (Mitte) aus dem 13. Jahrhundert